# Armando Bó Jr
|  | Aquest article tracta sobre guionista. Si cerqueu director i actor, vegeu «Armando Bó». |

Armando Bó Jr. (Ciutat de Buenos Aires; 9 de desembre de 1978), també conegut simplement com a Armando Bó, és un guionista i director de cinema argentí. Va guanyar l'Oscar al millor guió original i el Globus d'Or per la mateixa categoria. en 2014 per la pel·lícula Birdman, juntament amb el director Alejandro González Iñárritu, el seu cosí Nicolás Giacobone i Alexander Dinelaris, Jr.
Per la pel·lícula El último Elvis va guanyar el premi Cóndor de Plata al millor guió original de ficció juntament amb Giacobone en 2013.

## Biografia
El seu pare és l'actor Víctor Bó i la seva mare és Chia Sly. El seu avi patern va ser el director de cinema Armando Bó. El seu nom va ser posat en homenatge al seu avi.
Va ser a un col·legi secundari privat del barri de Belgrano, a la ciutat de Buenos Aires. Després va participar en la tribuna del programa de jocs Teleganas, presentat per Andrés Percivale i Gisela Barreto a ATC el 1997. També va participar d'alguns comercials i d'algunes pel·lícules com Ya no hay hombres, produïda pel seu pare quan ell tenia 12 anys. Després va aconseguir treball en una productora de cinema publicitari, treballant com a meritori sense cobrar sou.
Va estudiar cinema al Nova York Film Academy a Nova York, Estats Units.
Va començar a treballar com publicista, realitzant més de 120 comercials i rebent més de 50 premis. En 2005 va fundar la seva pròpia productora, anomenada Rebolución, tenint seus a l'Argentina i Brasil.
Bó també va dirigir El último Elvis el 2011 i juntament amb el seu cosí Nicolás Giacobone, també guionista, va treballar en el guió de Biutiful en 2010, pel·lícula del director mexicà Alejandro González Iñárritu. Bó, a més del guió, també va estar implicat en la producció de Birdman. Els quatre cineastes de Birdman van treballar després en la sèrie de televisió The One Percent, la primera temporada de la qual va ser transmesa pel canal de televisió estatunidenca Starz en 2014.
El gener de 2015 va deixar Buenos Aires i es va radicar definitivament en Los Angeles, Califòrnia.
Quant a la seva vida privada, està casat amb Luciana Marti, de professió vestuarista, i té dos fills.

## Filmografia
- El presidente (2020)
- Animal (2018)
- Birdman (2014)
- El último Elvis (2011)
- Biutiful (2010)